# Andrei Rohețki
Andrei Rohețki (n. 18 noiembrie 1985, Piatra Neamț) este un fotbalist român, care evoluează pe postul de portar, fiind, în prezent, liber de contract.